# Guy Babylon
Guy Babylon (n. 20 decembrie 1956, New Windsor, Maryland – d. 2 septembrie 2009, Los Angeles) a fost un compozitor american, care a lucrat împreună cu Elton John.
Babylon a început studiile la Francis Scott Key High School urmând pe urmă cursurile la  University of South Florida, unde la încheierea studiilor a compus Bachelor of Fine Arts. În Los Angeles în 1988 devine membru în Elton Johns Studio și ia parte la turnee, contribuind la alcătuirea albumului muzical Sleeping With the Past. În 1990 mai cântă și cu grupă muzicală Warpipes, participă la un proiect a lui  Davey Johnstone. 
În anul 2001 participă cu trupa la musicalul Aida, obținând premiul Grammy Award. Colaborează cu Elton John și Bernie Taupin la musicalul Lestat. El locuiește cu familia sa până la moarte în Los Angeles fiind unul din cei șase membrii ai trupei muzicale a lui Elton John, unde a luat parte la 1351 concerte. 
Babylon moare - cauza morții fiind stabilită la autopsie, ca infarct cardiac care a avut loc într-un bazin de înot.